# Roman Brener
Roman Brener   (Zaporíjia, 1 de gener de 1932 - 1991) fou un saltador soviètic que va competir durant les dècades de 1950 i 1960.
El 1952 va prendre part en els Jocs Olímpics d'Estiu de Hèlsinki, on va disputar dues proves del programa de salts. Fou cinquè en la prova del trampolí de 3 metres i vuitè en el de palanca. Quatre anys més tard, als Jocs de Melbourne, tornà a disputar les dues proves del programa de salts. Fou cinquè en la prova del salt de palanca i sisè en el de trampolí de 3 metres.
En el seu palmarès destaquen dues medalles d'or i una de bronze en les proves de salts del Campionat d'Europa de natació de 1954 i 1958. També guanyà vuit campionats nacionals de trampolí (1950-1954 i 1958-1960) i dos de palanca (1951, 1962).